# Östra Helgtjärnen
Östra Helgtjärnen är en sjö i Åre kommun i Jämtland och ingår i Indalsälvens huvudavrinningsområde. Sjön har en area på 0,309 kvadratkilometer och ligger 646,2 meter över havet. Östra Helgtjärnen ligger i Vålådalen Natura 2000-område. Vid provfiske har elritsa, röding och öring fångats i sjön.

## Delavrinningsområde
Östra Helgtjärnen ingår i det delavrinningsområde (701097-137838) som SMHI kallar för Utloppet av Håckrenmagasinet. Medelhöjden är 586 meter över havet och ytan är 173,75 kvadratkilometer. Räknas de 127 avrinningsområdena uppströms in blir den ackumulerade arean 1 165,26 kvadratkilometer. Storbodströmmen som avvattnar avrinningsområdet har biflödesordning 2, vilket innebär att vattnet flödar genom totalt 2 vattendrag innan det når havet efter 288 kilometer. Avrinningsområdet består mestadels av skog (61 procent). Avrinningsområdet har 43,8 kvadratkilometer vattenytor vilket ger det en sjöprocent på 25,2 procent.